# Strixton
Strixton – wieś w Anglii, w hrabstwie Northamptonshire, w dystrykcie (unitary authority) North Northamptonshire. Leży 16 km na wschód od miasta Northampton i 90 km na północny zachód od Londynu. Miejscowość liczy 21 mieszkańców.